# 國道1A號 (印度舊國道)

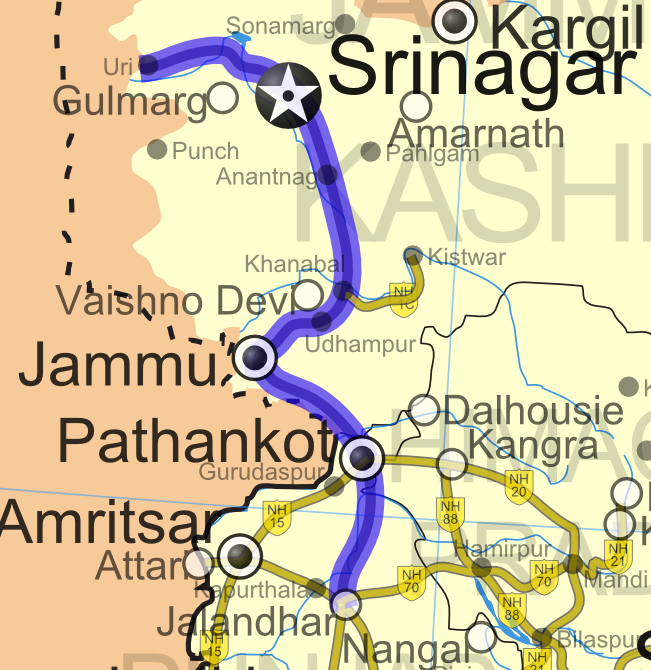
國道1A號路線示意圖

國道1A號（英語：National Highway 1A，簡稱NH1A），是印度一條國道，連接旁遮普邦賈朗達爾和查謨-克什米爾邦、距離巴基斯坦18公里的烏里。全長663公里，是連接查謨-克什米爾和印度其他地區的唯一國道。
中間經過的城市有旁遼普邦帕坦科特以及查謨-克什米爾首府斯利那加。斯里那加—賈朗達爾段是南北走廊的一部分。
2010年印度公路编号调整后，被分拆到國道1號和國道44號的一部分。